# Monoeca pyropyga
Monoeca pyropyga är en biart som först beskrevs av Heinrich Friese 1925.  Monoeca pyropyga ingår i släktet Monoeca och familjen långtungebin. Inga underarter finns listade i Catalogue of Life.